# Кил (Висконсин)
Кил (енгл. Kiel) град је у америчкој савезној држави Висконсин.

## Демографија
По попису из 2010. године број становника је 3.738, што је 288 (8,3%) становника више него 2000. године.
| Група             | 2000.         | 2010.         |
| Белци             | 3.388 (98,2%) | 3.581 (95,8%) |
| Афроамериканци    | 2 (0,1%)      | 14 (0,4%)     |
| Азијати           | 16 (0,5%)     | 24 (0,6%)     |
| Хиспаноамериканци | 25 (0,7%)     | 74 (2,0%)     |
| Укупно            | 3.450         | 3.738         |